# Lijst van wereldkampioenen ploegentijdrit junioren mannen
De ploegentijdrit voor mannen bij de junioren stond van 1975 tot en met 1993 op het programma van de wereldkampioenschappen wielrennen.

## Geschiedenis
Het eerste WK wielrennen werd in 1921 gehouden in de Deense hoofdstad Kopenhagen. In 1975 werd een ploegentijdrit voor junioren onder 19 jaar geïntroduceerd. De wereldkampioenschappen voor junioren werden destijds apart georganiseerd. Tot en met 1993 stond deze discipline elk jaar op het programma. Na negentien edities werd het afgevoerd. Italië won de ploegentijdrit acht keer en is daarmee recordhouder.

## Erelijst
| Jaar | Plaats            | Goud           | Zilver            | Brons            |
| 1993 | Perth             | Italië         | Duitsland         | Tsjechië         |
| 1992 | Olympia           | Italië         | Polen             | Frankrijk        |
| 1991 | Colorado Springs  | Sovjet-Unie    | Verenigde Staten  | Spanje           |
| 1990 | Middlesbrough     | Sovjet-Unie    | Italië            | Polen            |
| 1989 | Moskou            | Italië         | Nederland         | Sovjet-Unie      |
| 1988 | Odense            | Italië         | Tsjecho-Slowakije | Sovjet-Unie      |
| 1987 | Bergamo           | Italië         | Sovjet-Unie       | Nederland        |
| 1986 | Casablanca        | Italië         | Sovjet-Unie       | Oost-Duitsland   |
| 1985 | Stuttgart         | Italië         | Sovjet-Unie       | Nederland        |
| 1984 | Beuvron-en-Auge   | Sovjet-Unie    | Verenigde Staten  | Nederland        |
| 1983 | Wellington        | Denemarken     | Sovjet-Unie       | Verenigde Staten |
| 1982 | Florence          | Oost-Duitsland | Sovjet-Unie       | Denemarken       |
| 1981 | Grimma            | Oost-Duitsland | Sovjet-Unie       | Zweden           |
| 1980 | Mexico-Stad       | Sovjet-Unie    | Verenigde Staten  | Denemarken       |
| 1979 | Buenos Aires      | Sovjet-Unie    | Zweden            | Verenigde Staten |
| 1978 | Washington        | Oost-Duitsland | Sovjet-Unie       | Verenigde Staten |
| 1977 | Wenen             | Oost-Duitsland | Sovjet-Unie       | Italië           |
| 1976 | Luik              | Italië         | Sovjet-Unie       | Polen            |
| 1975 | Le Chalet-à-Gobet | Sovjet-Unie    | Polen             | Oost-Duitsland   |

## Medaillespiegel
| Plaats | Land              | Goud | Zilver | Brons | Totaal |
| 1      | Italië            | 8    | 1      | 1     | 10     |
| 2      | Sovjet-Unie       | 6    | 9      | 2     | 17     |
| 3      | Oost-Duitsland    | 4    | 0      | 2     | 6      |
| 4      | Denemarken        | 1    | 0      | 2     | 3      |
| 5      | Verenigde Staten  | 0    | 3      | 3     | 6      |
| 6      | Polen             | 0    | 2      | 2     | 4      |
| 7      | Nederland         | 0    | 1      | 3     | 4      |
| 8      | Zweden            | 0    | 1      | 1     | 2      |
| 9      | Duitsland         | 0    | 1      | 0     | 1      |
| 9      | Tsjecho-Slowakije | 0    | 1      | 0     | 1      |
| 11     | Frankrijk         | 0    | 0      | 1     | 1      |
| 11     | Spanje            | 0    | 0      | 1     | 1      |
| 11     | Tsjechië          | 0    | 0      | 1     | 1      |
| Totaal | Totaal            | 19   | 19     | 19    | 57     |

1921 · 
1922 · 
1923 · 
1924 · 
1925 · 
1926 · 
1927 · 
1928 · 
1929 · 
1930 · 
1931 · 
1932 · 
1933 · 
1934 · 
1935 · 
1936 · 
1937 · 
1938 · 
1946 · 
1947 · 
1948 · 
1949 · 
1950 · 
1951 · 
1952 · 
1953 · 
1954 · 
1955 · 
1956 · 
1957 · 
1958 · 
1959 · 
1960 · 
1961 · 
1962 · 
1963 · 
1964 · 
1965 · 
1966 · 
1967 · 
1968 · 
1969 · 
1970 · 
1971 · 
1972 · 
1973 · 
1974 · 
1975 · 
1976 · 
1977 · 
1978 · 
1979 · 
1980 · 
1981 · 
1982 · 
1983 · 
1984 · 
1985 · 
1986 · 
1987 · 
1988 · 
1989 · 
1990 · 
1991 · 
1992 · 
1993 · 
1994 · 
1995 · 
1996 · 
1997 · 
1998 · 
1999 · 
2000 · 
2001 · 
2002 · 
2003 · 
2004 · 
2005 · 
2006 · 
2007 · 
2008 · 
2009 ·
2010 · 
2011 · 
2012 · 
2013 · 
2014 · 
2015 · 
2016 · 
2017 · 
2018 · 
2019 · 
2020 ·
2021 ·
2022 ·
2023 ·
2024 ·
2025 ·
2026